# Stewart Automobile Machine Works
Stewart Automobile Machine Works war ein US-amerikanischer Hersteller von Automobilen. Andere Quellen nennen die Firmierungen The A. C. Stewart Automobile Machine Works und Alfred C. Stewart Company.

## Unternehmensgeschichte
Alfred C. Stewart betrieb das Unternehmen. Der Sitz war an der South Santee Street 1008 in Los Angeles in Kalifornien. 1904 stellte er einige Automobile her. Der Markenname lautete Stewart. Außerdem bot er Gebrauchtwagen an. Am 1. März 1905 erhielt der Inhaber ein Patent für eine Motorenaufhängung. Es ist nicht bekannt, ob das Unternehmen zu dem Zeitpunkt noch existierte.

## Fahrzeuge
Stewart stellte Fahrzeuge nach Kundenaufträgen her. Nur zu einem Fahrzeug sind Daten bekannt. Auftraggeber war Frank A. Garbutt, Präsident der Loma Oil Company. Es war ein Sportwagen, den Garbutt im Automobilsport einsetzte. Der Motor leistete 40 PS.